# Jakob Ferjan
Jakob Ferjan, slovenski agronom, * 25. julij 1914, Spodnje Laze, † 27. april 1974, Ljubljana.
Leta 1939 je diplomiral na Kmetijsko-gozdarski fakulteti zagrebške univerze. Delal je na različnih področjih, med drugim 1955-1973 na Kmetijskem inštitutu Slovenije. Ukvarjal se je z vzrejo plemenskih prašičev, organiziral kontrolo proizvodnih lastnosti in rodovništvo. Rezultate je objavljal v publikacijah inštituta. Uvajal in pospeševal je rejo belih mesnatih prašičev in proučeval lastnosti domačega krškopoljskega prašiča. Sodeloval je tudi pri izdelavi strokovnih navodilih za rejo na velikih prašičjih farmah. 